# Dichotomius enrietti
Dichotomius enrietti är en skalbaggsart som beskrevs av Vernalha 1952. Dichotomius enrietti ingår i släktet Dichotomius och familjen bladhorningar. Inga underarter finns listade i Catalogue of Life.